# Svenska slagfält
Svenska slagfält, facklitteratur författad av Lars Ericson Wolke, Martin Hårdstedt, Per Iko, Ingvar Sjöblom, Gunnar Åselius, utgiven av Wahlström & Widstrand (ISBN 91-46-21087-3).
Svenska slagfält skildrar en stor del av svensk militärhistoria. Den beskriver femtiofyra slag från Visby 1361 fram till Leipzig 1813.